# エドガー・ゴンザレス (内野手)
エドガー・ビクター・ゴンザレス（Edgar Victor Gonzalez, 1978年6月14日 - ）は、アメリカ合衆国カリフォルニア州サンディエゴ出身の元プロ野球選手（内野手）。
両親はメキシコ人のため、二重国籍を持つメキシコ系アメリカ人である。
弟はMLBのロサンゼルス・ドジャースに在籍するエイドリアン・ゴンザレスで、2008年・2009年にはサンディエゴ・パドレスで共にプレーした。

## 経歴

### プロ入りとレイズ傘下時代
2000年、MLBドラフト30巡目でタンパベイ・デビルレイズから指名を受け入団。同年にフロリダ・マーリンズから全体1位で指名された弟のエイドリアンに比べると昇格のスピードは遅く、エイドリアンがメジャーデビューを果たした2004年にエドガーはまだAA級に上がったばかりで、その後もAA級とAAA級の往復が続いた。移籍も多く、2003年・2004年には2年続けてルール・ファイブ・ドラフトでの指名を受けている。

### パドレス時代

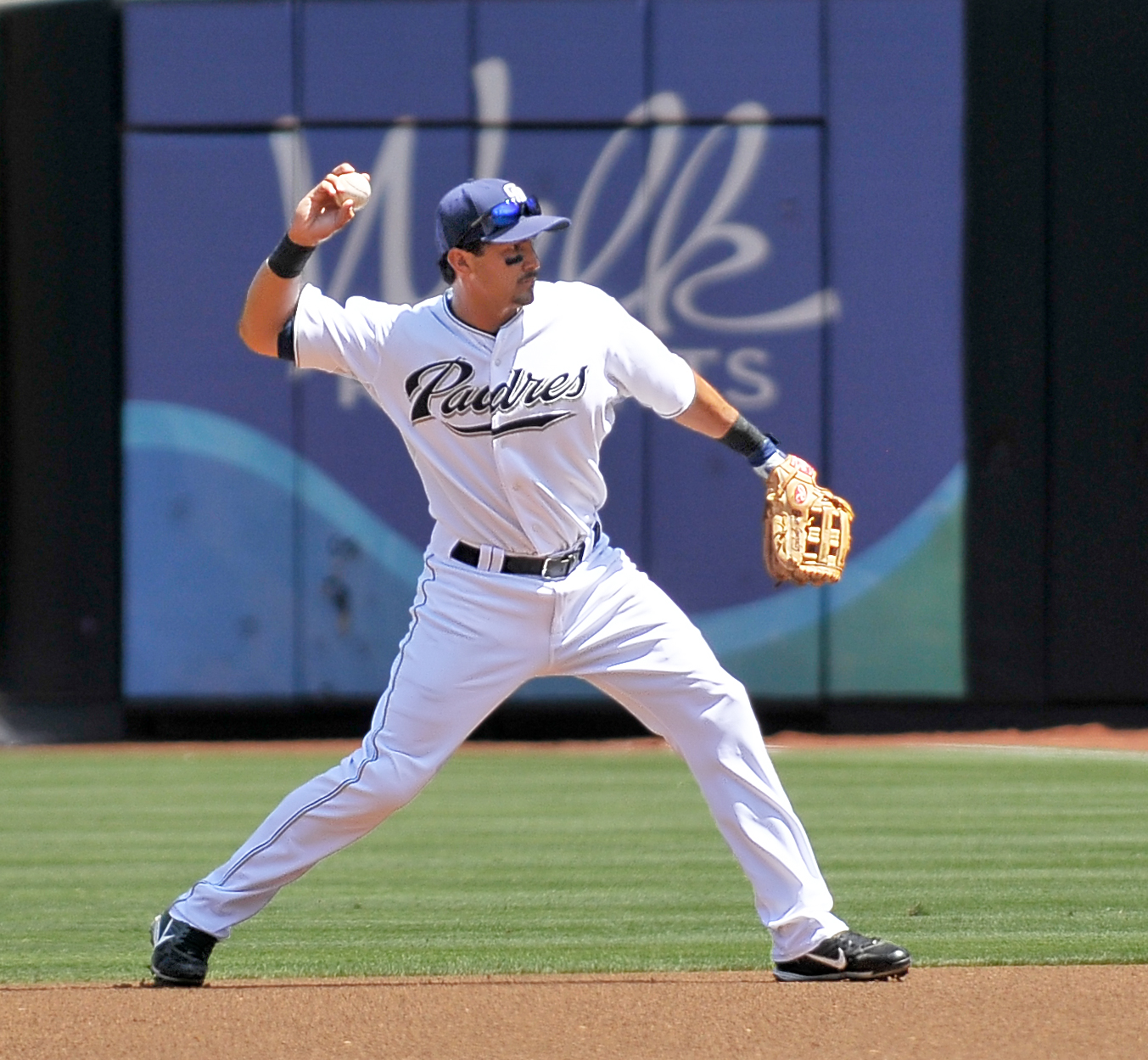
パドレス時代

パドレスに入団した2008年にプロ9年目でメジャーデビューを果たし、すでにパドレスの主砲となっていたエイドリアンとチームメートとなった。正二塁手を務めていた井口資仁が故障者リスト入りしたこともあって二塁手のレギュラーを掴むと、メジャー1年目から111試合に出場した。
2009年3月に第2回WBCのメキシコ代表に、エイドリアンと共に選出された。
シーズン開幕後は新加入のデビッド・エクスタインにポジションを奪われ、二塁手としての出場機会が激減。内外野どこでも守れる長所を生かし右翼手などでスタメン出場することもあったが、シーズン通して代打や守備固めでの起用が主で82試合の出場にとどまり、シーズン後にFAとなった。

### 巨人時代
2010年1月8日、年俸5,000万円の1年契約で読売ジャイアンツの入団が発表された。背番号は「38」。同姓のディッキー・ゴンザレスが在籍しているため、登録名は「E・ゴンザレス」、背ネームは「E.GONZALEZ」、スコアボードの表記及び呼称は「エドガー」となった。なお、巨人では5人目の「ゴンザレス」姓の外国人選手である。巨人は原辰徳が監督に復帰した2006年以降二塁手を固定できておらず、2009年も当初二塁手で起用する予定だったエドガルド・アルフォンゾが開幕戦で二塁手失格の烙印を押されたため、以後は脇谷亮太、木村拓也、寺内崇幸、古城茂幸らが交代で起用されていた。このようなチーム事情から、巨人は二塁手のレギュラーとなることを期待してエドガーにオファーを出し、エイドリアンの「ステップアップのために日本に行ってもいいのでは」という勧めもあって、エドガーは巨人入りを決断している。
シーズン序盤は打撃不振に陥り二軍降格となるも、再昇格後は復調。7月30日の対広島東洋カープ戦では前田健太から代打逆転満塁本塁打を打つなど、満塁機では通算12打数で1本塁打を含む5安打、15打点と勝負強さを発揮し「満塁男」と呼ばれた。しかし、9月21日の対横浜ベイスターズ戦で結果的に同点に追いつかれる一因となる致命的な守備ミスを犯すと、その回途中に交代を告げられ、24日に二軍降格。その後はクライマックスシリーズも含め再昇格することはないまま、シーズンを終えた。12月2日に自由契約公示された。

### ジャイアンツ傘下時代
2011年2月10日にサンフランシスコ・ジャイアンツとマイナー契約を結んだ。シーズンを通じてAAA級フレズノ・グリズリーズでプレーし、137試合で打率.315、14本塁打、82打点の成績を残した。

### カブス傘下時代
2012年1月6日にシカゴ・カブスとマイナー契約を結んだ。AAA級アイオワ・カブスからメジャー昇格を目指したが、4月末に戦力外通告を受けていた。

### 巨人復帰

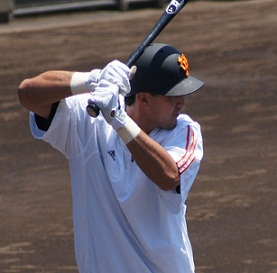
打席でバットを構えるエドガー

2012年5月14日に古巣の読売ジャイアンツと契約合意したことが発表された。背番号は「42」で、契約金を含む年俸は2,500万円と報じられた。また、2010年の在籍時はスコアボードの表記および呼称のみで用いていた「エドガー」を正式な登録名として用いることになった（背ネームは「EDGAR」）。球団史上、一度退団した外国人選手が復帰するのは初のケースである。復帰後は長打力とともに、粘り強い広角打法も披露。自らの数字が下がる進塁打などもサインに忠実に打ち、小笠原道大が二軍落ちして空いていた一塁手のレギュラーを獲得し、7月中旬までは好調を維持していた。しかしその後は7月14日からの出場15試合でわずか5安打と不振に陥って先発を外されることも多くなり、8月8日についに二軍落ちした。一軍復帰後も正捕手の阿部慎之助が足の怪我の影響で一塁での出場が多くなっていることもあって、出場機会は限定的なものとなっていた。クライマックスシリーズでは出番が無かったが、日本シリーズでは第5戦に指名打者で出場し、適時二塁打を放つなど2安打1打点と活躍し、チームの日本一に貢献した。11月30日に保留選手名簿から外れ、自由契約公示された。

### カブス傘下復帰
2013年6月10日に古巣のシカゴ・カブスとマイナー契約を結んだ。AAA級アイオワ・カブスでプレーした。
2014年もAAA級アイオワでプレー。FAとなったオフはメキシコのウィンターリーグでプレー。その後、現役を引退する。

### 引退後
読売ジャイアンツの駐米スカウトに就任した。2015年12月に第4回WBC予選のメキシコ代表監督を務めることが発表された。

## 人物・プレースタイル
内野全ポジションを守れるユーティリティ・プレイヤー。本職は二塁手だが、パドレス時代の2年間で中堅手とバッテリーを除く全ての守備位置に就いており、マイナーでは投手も務めた（2002年に先発で9試合に登板）。2010年に巨人に在籍した際は二塁手、後半戦は連携の関係もあり一塁手を中心にプレー、巨人に復帰した2012年はほぼ一塁に固定されている。
打席に立った際には必ず、バットを持ちながら何度も反時計回りに回転させてから構える。
巨人在籍中は遊撃のレギュラーである坂本勇人と仲が良かった。これは2010年から内野守備走塁コーチに転じていた木村拓也（この年の4月に死去）が坂本に対して送った「積極的に（二遊間でコンビを組む）エドガーと会話しろ」という助言によるものである。若さゆえプロ意識が成熟していない当時の坂本に対し、エドガーが「自分たちの給料はファンが払ってくれている」と諭したこともあった。

## 詳細情報

### 年度別打撃成績
| 年 度    | 球 団    | 試 合 | 打 席 | 打 数 | 得 点 | 安 打 | 二 塁 打 | 三 塁 打 | 本 塁 打 | 塁 打 | 打 点 | 盗 塁 | 盗 塁 死 | 犠 打 | 犠 飛 | 四 球 | 敬 遠 | 死 球 | 三 振 | 併 殺 打 | 打 率 | 出 塁 率 | 長 打 率 | O P S |
| -------- | -------- | ----- | ----- | ----- | ----- | ----- | -------- | -------- | -------- | ----- | ----- | ----- | -------- | ----- | ----- | ----- | ----- | ----- | ----- | -------- | ----- | -------- | -------- | ----- |
| 2008     | SD       | 111   | 353   | 325   | 38    | 89    | 15       | 0        | 7        | 125   | 33    | 1     | 3        | 0     | 1     | 25    | 1     | 2     | 76    | 11       | .274  | .329     | .385     | .713  |
| 2009     | SD       | 82    | 169   | 153   | 16    | 33    | 8        | 2        | 4        | 57    | 18    | 1     | 2        | 0     | 2     | 11    | 0     | 3     | 36    | 5        | .216  | .278     | .373     | .651  |
| 2010     | 巨人     | 100   | 327   | 289   | 26    | 76    | 18       | 1        | 12       | 132   | 44    | 2     | 2        | 2     | 1     | 34    | 3     | 1     | 67    | 7        | .263  | .342     | .457     | .798  |
| 2012     | 巨人     | 57    | 190   | 174   | 13    | 41    | 12       | 0        | 4        | 65    | 19    | 0     | 2        | 1     | 1     | 13    | 0     | 1     | 46    | 6        | .236  | .291     | .374     | .666  |
| MLB：2年 | MLB：2年 | 193   | 522   | 478   | 54    | 122   | 23       | 2        | 11       | 182   | 36    | 2     | 5        | 0     | 3     | 36    | 1     | 5     | 112   | 16       | .255  | .312     | .381     | .693  |
| NPB：2年 | NPB：2年 | 157   | 517   | 463   | 39    | 117   | 30       | 1        | 16       | 197   | 63    | 2     | 4        | 3     | 2     | 47    | 3     | 2     | 113   | 13       | .253  | .323     | .425     | .750  |

- 2012年度シーズン終了時

### 記録
NPB
- 初出場・初先発出場：2010年3月26日、対東京ヤクルトスワローズ1回戦（東京ドーム）、6番・二塁手で先発出場
- 初打席：同上、2回裏に石川雅規の前に空振り三振
- 初安打：同上、4回裏に石川雅規から中前安打
- 初打点：2010年3月31日、対横浜ベイスターズ2回戦（横浜スタジアム）、1回表に吉見祐治から中前適時打
- 初本塁打：2010年5月13日、対埼玉西武ライオンズ2回戦（東京ドーム）、3回裏に野上亮磨から右越2ラン
- 初盗塁：2010年7月13日、対阪神タイガース13回戦（阪神甲子園球場）、7回表に二盗（投手：ジェイソン・スタンリッジ、捕手：城島健司）

### 背番号
- 2 （2008年 - 2009年）
- 38 （2010年）
- 42 （2012年途中 - 同年終了）

### 代表歴
- 2009 ワールド・ベースボール・クラシック・メキシコ代表
- 2013 ワールド・ベースボール・クラシック・メキシコ代表